# Шевченко (Ярмолинецкий район)
Шевченко (укр. Шевченка) — село в Ярмолинецком районе Хмельницкой области Украины.
Население по переписи 2001 года составляло 283 человека. Почтовый индекс — 32101. Телефонный код — 3853. Занимает площадь 0,394 км². Код КОАТУУ — 6825855101.

## Местный совет
32100, Хмельницкая обл., Ярмолинецкий р-н, пгт Ярмолинцы, ул. Щорса, 14